# Thomas Fleiner
Thomas Fleiner (* 16. Juli 1938; † 24. November 2023) war ein Schweizer Rechtswissenschaftler und Hochschullehrer.
Fleiner wurde nach einem Studium der Rechtswissenschaften 1965 an der Universität Zürich promoviert. 1966 absolvierte er seinen LLM an der Universität Yale. 1968 folgte die Habilitation für Constitutional, Administrative and Public International Law an der Universität Freiburg im Üechtland. Er war von 1971 bis 2008 an der Universität Freiburg Professor für öffentliches Recht und von 1984 bis 2008 Direktor des Instituts für Föderalismus. Er war seit 2004 Vorsitzender des Kuratoriums des Dimitris-Tsatsos-Instituts für Europäische Verfassungswissenschaften an der Fernuniversität Hagen. Er war Professor für Allgemeine Staatslehre an der Fernuniversität Brig.

## Schriften (Auswahl)
- mit Alexander Misic, Nicole Töpperwien (Hrsg.): Constitutional Law in Switzerland. 2. Auflage. Stämpfli, Bern 2018, ISBN 978-3-7272-2581-9.
- mit Lidija R. Basta Fleiner: Allgemeine Staatslehre. Über die konstitutionelle Demokratie in einer multikulturellen globalisierten Welt. Springer, 3., vollständig überarbeitete und erweiterte Auflage, Berlin/Heidelberg 2004, ISBN 978-3-642-18489-5; Reprint 2012, ISBN 978-3-642-62130-7; portugies. Martins Fontes, São Paulo 2006, ISBN 85-336-2274-0; engl. 2009, ISBN 978-3-540-76411-3.
- (Hrsg.) Federalism: A tool for conflict management in multicultural societies with regard to the conflicts in the Near East. A la mémoire de Jean Nordmann / Jean Nordmann Colloquium on Federal Co-Existence in the Near East (March 14th to March 17th 2007). Institute of Federalism Fribourg Switzerland, Lit, Wien/Zürich/Berlin 2008, ISBN 978-3-8258-1442-7.
- Die neue schweizerische Bundesverfassung. Föderalismus, Grundrechte, Wirtschaftsrecht und Staatsstruktur. Helbing Lichtenhahn, Basel 2000, ISBN 3-7190-1873-3.
- (Hrsg.) Five decades of constitutionalism. Reality and perspectives (1945–1995) / Cinquante ans de constitutionnalisme. Réalité et perspectives. Institut du Fédéralisme Fribourg, Suisse, Helbing Lichtenhahn, Basel 1999, ISBN 3-7190-1813-X.
- Was sind Menschenrechte. Pendo, Zürich 1996, ISBN 3-85842-302-5; franz. Helbing Lichtenhahn, Basel 1999, ISBN 3-7190-1814-8.
- (Hrsg.) Familien in der Schweiz. Familles en Suisse. Famiglie nella Svizzera. Institut für Föderalismus, Freiburg, Schweiz, Universitätsverlag, Freiburg (Schweiz) 1991, ISBN 3-7278-0768-7.
- Wie soll man Gesetze schreiben? Leitfaden für die Redaktion normativer Texte. Haupt, Bern 1985, ISBN 3-258-03498-2.
- Grundzüge des allgemeinen und schweizerischen Verwaltungsrechts. Schulthess, Zürich 1977, ISBN 3-7255-1795-9; 2., überarb. Aufl. 1980, ISBN 3-7255-2045-3.
- Recht und Gerechtigkeit. Eine Radiosendereihe. Schulthess, Zürich 1975, ISBN 3-7255-1705-3; franz. Éditions Universitaires, Fribourg, Suisse 1978, ISBN 2-8271-0141-6.
- Die Delegation als Problem des Verfassungs- und Verwaltungsrechts. Ein rechtsvergleichender Beitrag zur Rechtsprechung auf dem Gebiet der Gewaltentrennung (= Arbeiten aus dem Juristischen Seminar der Universität Freiburg Schweiz. Bd. 40). Universitätsverlag, Freiburg (Schweiz) 1972.
- Die Kleinstaaten in den Staatenverbindungen des zwanzigsten Jahrhunderts (= Zürcher Studien zum internationalen Recht. Bd. 38). Polygraphischer Verlag, Zürich 1966 (Diss. Universität Zürich, 1965); Reprint 1979, ISBN 3-262-00996-2.